# Landschaftsschutzgebiet Lennhofsweide

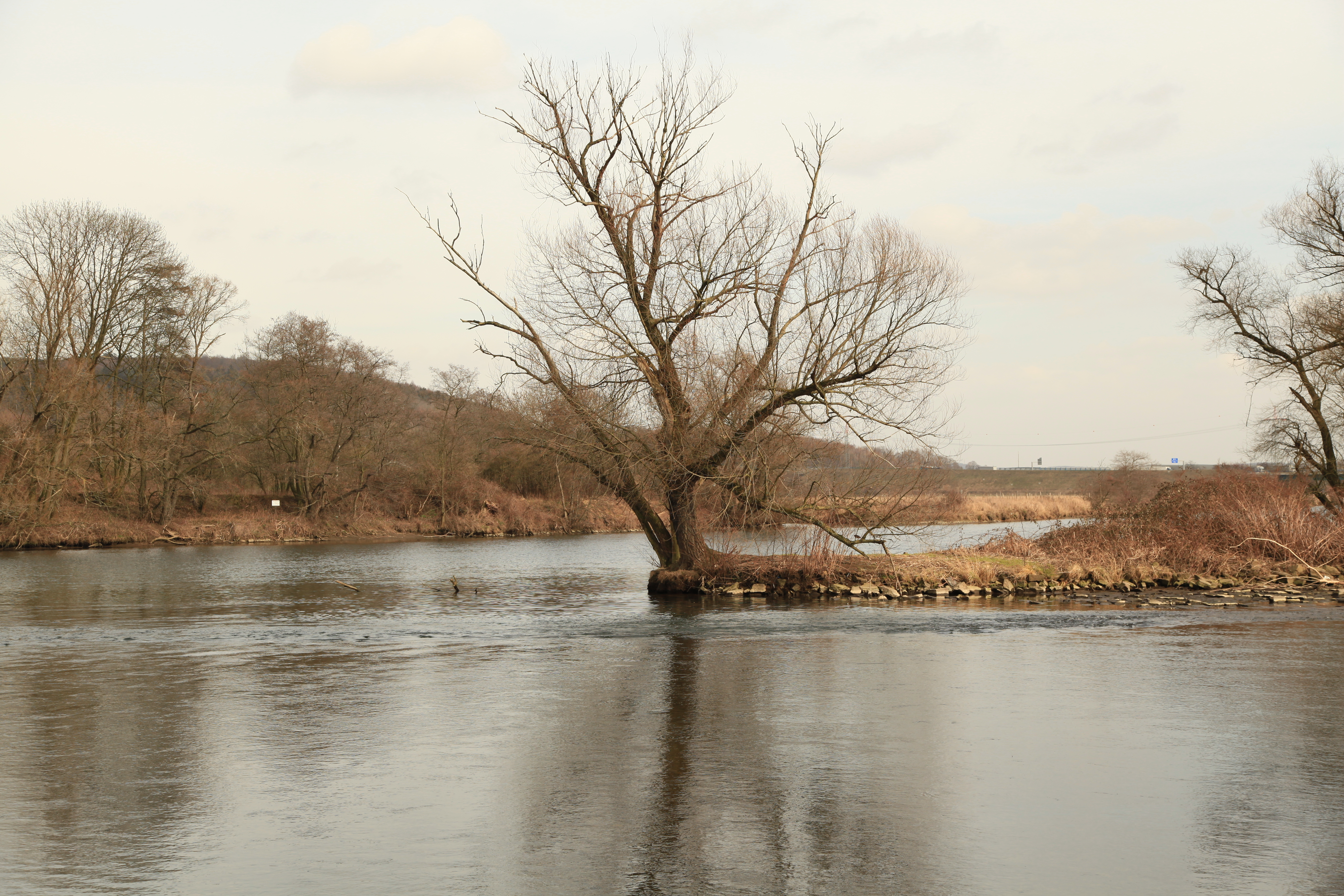
Mündung der Lenne (vorne/rechts) in die Ruhr (hinten/links)

Das Landschaftsschutzgebiet Lennhofsweide mit einer Flächengröße von 42,22 ha befindet sich auf dem Gebiet der kreisfreien Stadt Hagen in Nordrhein-Westfalen. Das Landschaftsschutzgebiet (LSG) liegt im Hagener Stadtteil Garenfeld. Das LSG wurde 1994 mit dem Landschaftsplan der Stadt Hagen vom Stadtrat von Hagen ausgewiesen. 

## Beschreibung
Das LSG besteht aus zwei Teilflächen. Das LSG grenzt im Norden an das Landschaftsschutzgebiet Hengsteysee/Ruhr, Südufer und das Naturschutzgebiet Ruhraue Syburg. Im Westen an Industriegebiete. Im Süden geht es im Nordwesten bis zur A 1. Während die südlichen Teilfläche im Süden an das Naturschutzgebiet Lenneaue Kabel und im Osten an das Naturschutzgebiet Lennesteilhang Garenfeld grenzt. 
Das LSG umfasst das Mündungsgebiet der Ruhr und der Lenne in den Hengsteysee mit Flussauenbereichen.

## Schutzzweck
Laut Landschaftsplan erfolgte die Ausweisung „zur Erhaltung und Wiederherstellung der Leistungsfähigkeit des Naturhaushaltes, insbesondere durch Sicherung wertvoller landwirtschaftlich genutzter Auenbereiche mit besonderer Biotopfunktion für die Avifauna (Vogelwelt)“.